# Aeroportul Naryan-Mar
Aeroportul Naryan-Mar (IATA: NNM, ICAO: ULAM) este un aeroport din Narian-Mar, Naryan-Mar Urban Okrug⁠(d), Districtul autonom Neneția, Regiunea Arhanghelsk, Rusia ce deservește zona Narian-Mar. Aeroportul a fost tranzitat în 2018 de 183.127 de pasageri. A fost deschis în octombrie 1941 și numit după zona deservită.
Situat la o altitudine de 11 m, aeroportul dispune de 1 pistă.

## Infrastructură

### Piste
Aeroportul dispune de o singură pistă. Pista are orientarea 06/24. 